# خوش‌بینی

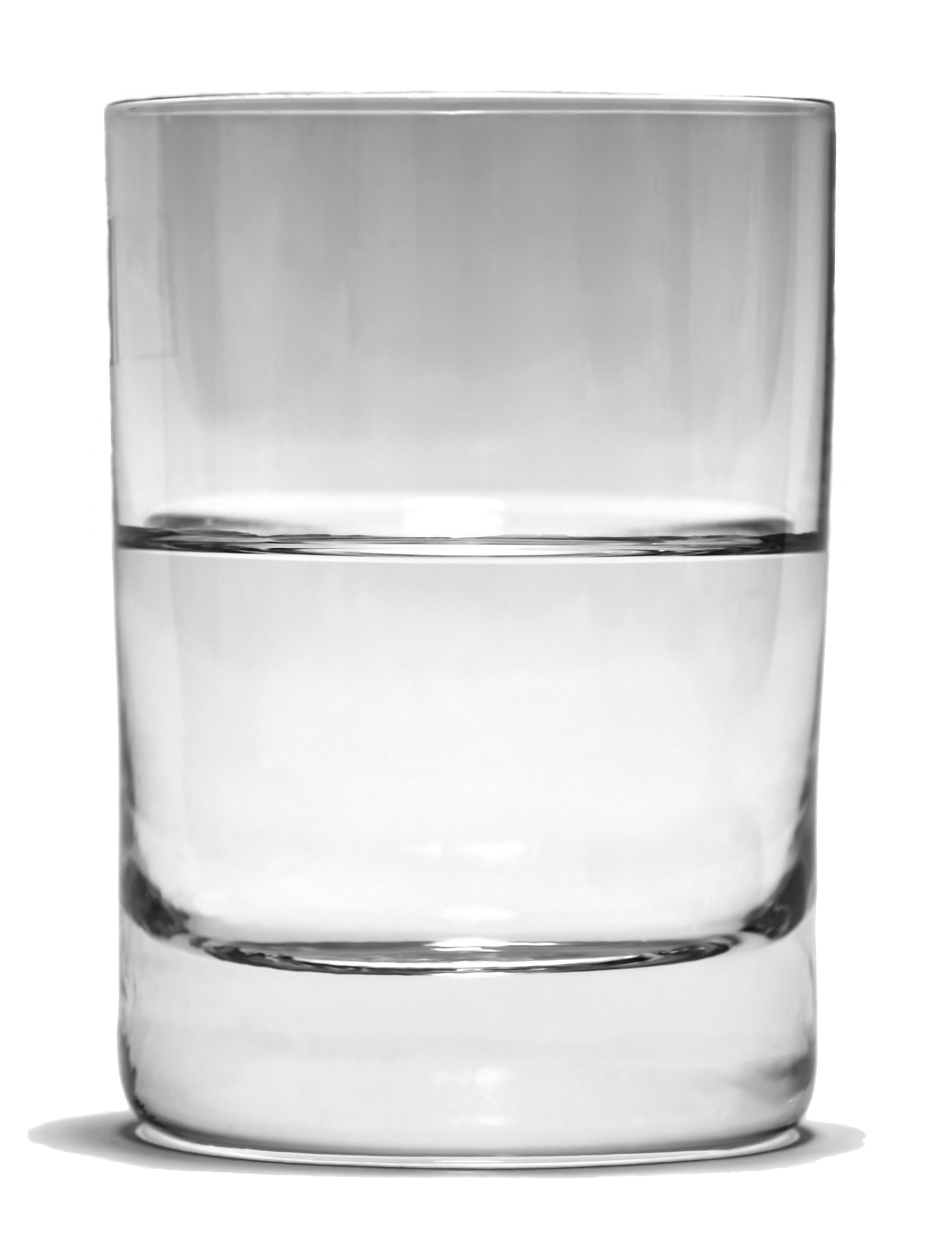
نیمه پر لیوان آب، تصویری از دو استعاره نگرش ذهنی متفاوت، خوش بینی (نیمه پر) و بدبینی (نیمه خالی)

خوش‌بینی یا اُپتیمیزم، نگرشی مثبت است به جهان پیرامون و فرد خوش‌بین با چنین نگرشی در تلاش است که دنیا را به صورت بهتری ببیند. افراد خوش‌بین، می‌دانند که جهان کامل و ایدئال نیست و هیچ‌کس نمی‌تواند، همه صفات خوب و عالی را دارا باشد، اما آن‌ها در تلاش هستند که بخش‌ها و وجوه مثبت قضایا را بینند و امیدوار باشند که جهان به سمت خوبی و خیر حرکت کند.

## مفاهیم
خوشبین، برای کسانی که آن را ترجمه اپتمیست می‌دانند در نگرش سلیگمنی کسی است که وقتی شروع می‌کند به حل یک جدول متقاطع، از خودنویسی خوش‌رنگ استفاده می‌کند و به گفتهٔ «لورنس جی پیتر» (به انگلیسی: Laurence J. Peter)، بدبین کسی است که در زمان عبور از یک خیابان یکطرفه به هر دو طرف نگاه می‌کند. اگر یک پرسش بسیار شایع را که می‌گوید: «نیمهٔ پر لیوان را می‌بینید یا نیمهٔ خالی آن را؟» از خوش‌بین‌ها و بدبین‌ها بپرسید، خوشبین‌ها خواهند گفت: «نیمهٔ پر لیوان» و بدبین‌ها می‌گویند: «نیمهٔ خالیِ لیوان». خوشبین‌ها نگاه مثبتی به زندگی دارند، در حالیکه باور دارند که تمامیِ حوادث و رویدادها و همهٔ مردم به‌طور کلی خوب هستند به همین دلیل آنها، هم در کوتاه مدت و هم در میان مدت و درازمدت کارکرد بهتری دارند. اگر چیزی به خوبی پیش نرود، زندگی را رها نمی‌کنند و منتظر می‌مانند تا بهترین نتیجه را به دست آورند.
در مقابل، بدبین‌ها تمایل دارند که زندگی را با نگاهی منفی ببینند. ریشهٔ کلمهٔ بدبینی (به انگلیسی: [�])، (به لاتین: pessimus) به دست آمده‌است که به معنای بدترین است و اگر چیز بدی اتفاق بیفتد آن‌ها می‌ترسند که به زودی ورق برگردد و اوضاع بدتر از آن چیزی شود که فکرش را می‌کردند. البته گاهی اوقات خوشبین‌ها با بدبین‌ها می‌توانند دست در دست هم کار کنند و با یکدیگر رابطه داشته باشند؛ مثلاً زمانی که یک پروژهٔ جدیدی، برنامه‌ریزی می‌شود، خوشبین‌ها به احتمال زیاد هیجان‌زده و خوشحال می‌شوند، اما بدبین‌ها دربارهٔ جزئیات کار و خطرات آن هشدار می‌دهند که به دلیل دقت بدبین‌ها و سرعت خوشبین‌ها، انجام پروژه را می‌توان با احتیاط معقول و به کمک آن‌ها به نتیجه رسانید. در افرادی که خوشبینی کمتری دارند، ممکن است در برخی ابعاد خاص زندگی نسبت به جهان و حوادث مربوط به آن، نگاهی بدبینانه وجود داشته باشد، اما کسانی که خوشبینی متعادلی دارند، تصویر مثبتی را در ابعاد خاصی را از زندگی و جهان پیرامون ترسیم می‌کنند. ولی این کلمه در زبان فارسی و فلسفه ایرانی و همچنین فلسفه اسلامی تعاریف دیگری دارد که گاهی اشتراک‌هایی نیز بین این تعاریف دیده می‌شود.
خوش‌بینی به عنوان یک سبک تفسیری یا تبیینی
مطابق با دیدگاه سلیگمن خوشبینی یک نوع سبک تفسیری یا تبیینی است که افراد از آن برای توجیه موفقیتها و شکستهای خود استفاده می‌کنند. افراد خوشبینی موفقیتها را به عوامل درونی، پایدار و فراگیر نسبت می‌دهند درحالی که شکستها را به عوامل بیرونی، موقت و خاص نسبت می‌دهند. اما برعکس بدبینها موفقیتها را به عوامل بیرونی، موقت و خاص نسبت می‌دهند درحالی که شکستها را به عوامل درونی، همیشگی و فراگیر نسبت می‌دهند. سلیگمن معتقد است که سبک تفکر بدبینانه در نهایت می‌تواند به درماندگی آموخته شده منجر شده و طی آن فرد را به افسردگی و بیماری جسمی و روانی مبتلا کند. (لوتانز، یوسف و آوولیو، 1392)

## خوش‌بینی بیمارگونه یا شیدایی
هرچند خوشبینی زیاد، مزایای بیشماری برای ما به همراه می‌آورد اما ممکن است آمادگی ما را برای رویارویی با مسائل و رویدادهای واقعی در زندگی کاهش دهد. از این جهت لازم است خوشبینی زیاد با ارزیابی درست موقعیت یا مسئلهٔ پیش آمده همراه باشد. ما برای اعتماد به یکدیگر به خوش‌بینی و دلشادی نیاز داریم اما خوش‌بینی بیش از اندازه، ما را از واقعیت‌های زندگی دور خواهد کرد و «شیدایی» {{به انگلیسی Mania}} را در ما شکل می‌دهد و در مقابل زمانی‌که احساس بدبینی و درماندگی می‌کنیم، هیجان‌رفتار ما بیانگر «افسردگی» است و نسبت به انتظارهای خود و هرآنچه که پیرامون خود می‌بینیم، بی‌علاقه و غمگین می‌شویم. در افسردگی همانند یک «سرماخوردگی روانی»، انرژی آزاد فروکش کرده‌است. اما در شیدایی، افراد بسیار تلقین‌پذیر می‌شوند، پیشنهادهای دیگران را به‌راحتی می‌پذیرند و با ساده‌دلی رفتار می‌کنند. فردی که در حالت شیدایی است، تصویر درستی از موقعیت واقعی ندارد مثلاً ممکن است درست در زمانی‌که او را از کار برکنار کرده‌اند به خریدهای غیرضروری پرهزینه روی آورد تا به این روش بر احساس درماندگی خود سرپوش بگذارد. در واقع آن‌ها از یک درماندگی و افسردگی عمیق رنج می‌برند. همچنین قضاوت اشتباهی دربارهٔ دیگران دارد مثلاً اطرافیان خود را به دو گروه خیلی خوب و خیلی بد تقسیم می‌کند و همه چیز را سیاه و سفید می‌بیند. به عبارتی فردی که صبح خیلی بد بوده‌است، ناگهان عصر همان روز در گروه خیلی خوب قرار می‌گیرد که علت آن ناتوانی فرد در کنارآمدن با احساسات دوسوگرای خود می‌باشد. افراد افسرده نیز اطرافیان خود را به دو گروه سیاه و سفید تقسیم می‌کنند، اما آن‌ها به‌سادگی شناخت خود را دربارهٔ دیگران تغییر نمی‌دهند و همیشه در ذهنشان مردمانی خوب و مردمان دیگر بد می‌مانند. در شیدایی با وجود پُرکاری فرد در انجام کارها، نمی‌توان به آسانی تمرکز کرد و کارها را به انتها رساند و در این معنی، انرژی آزاد هدر می‌رود. اگر چه افراد شیدا به دلیل انرژی آزاد افزایش یافته، دچار «پرش افکار» و درهم ریختگی تصاویر هیجان رفتاری هستند، افراد افسرده نیز به دلیل به‌کارگیری مکانیسم سرکوبی دچار خودگویی‌های منفی می‌باشند طوری‌که آن‌ها را نسبت به جهان پیرامون، بدبین و درمانده می‌کند. چنین رویه‌ای انرژی آزاد آن‌ها را به شکل انرژی درونی زیستی و روانی انباشته می‌کند و در شرایط بازگشت افکار هیجانی سرکوب شده در هشیاری، مدام با خود حرف می‌زنند تا اجازهٔ آزاد شدن انرژی هیجانی درونی را ندهند زیرا از آن واهمه دارند.